# Aurore Onu

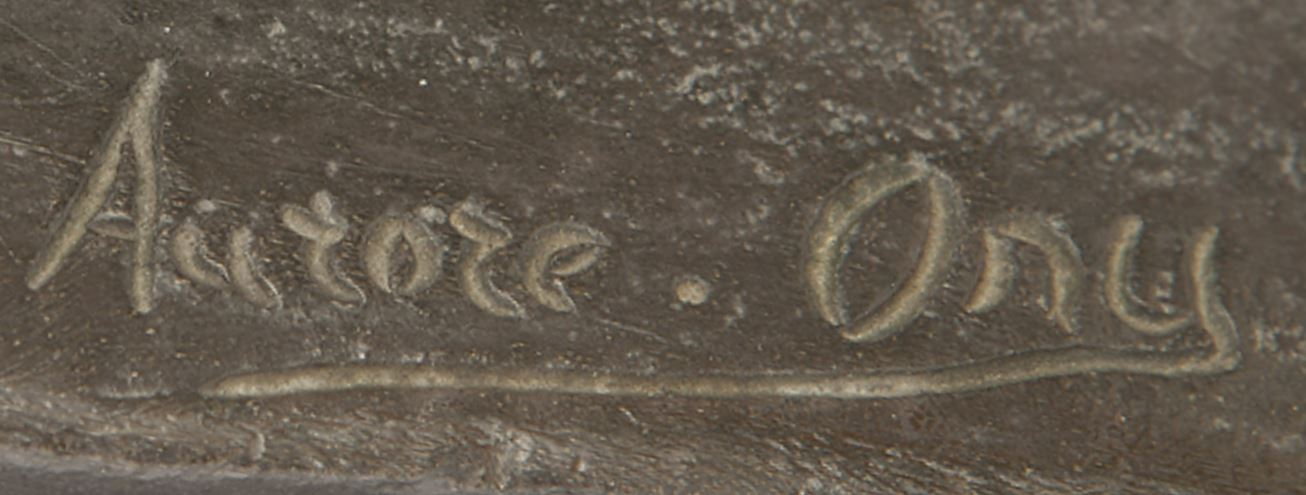
Signatur Aurore Onu

Aurore Onu (* Bukarest, Königreich Rumänien; bl. 1920–1930) war eine rumänische Bildhauerin des Art déco.

## Leben
Aurore Onus Lebensdaten sind in der Literatur nicht bekannt. Sie stammte aus Bukarest und zog in den 1920er Jahren nach Paris, wo sie eine Beziehung mit dem mit französischen Bildhauer Marcel Bouraine einging.
Onu war etwa zwischen 1920 und 1930 als Bildhauerin von Figuren im Stil des Art déco aktiv. Ihre Werke zeigten überwiegend athletische weibliche Figuren auf Marmorsockeln, welche „die stilvolle und unabhängige Frau typisch für die Zeit des Art Déco verkörperten“. Für die Pariser Gießerei Les Neveux de Jules Lehmann fertigte sie eine Reihe von Bronze- und Elfenbeinplastiken an, andere ihrer Arbeiten stammen aus der Gießerei Edmond Etling. Auf dem Salon der Société des Artistes Français zeigte sie 1924 ihre Arbeit Bacchante au Thyrse, eine Fauna mit einem kreisförmigen Thyrsos. Auf diesem jährlich stattgefundenen Salon stellte sie mehrmals aus.
Eine 1925 von dem Bildhauer Max Le Verrier gefertigte Tischlampe mit einer sitzenden Frauenfigur, die eine den Mond darstellende beleuchtete Glaskugel auf ihren Knien und Händen hält, trägt den Titel Aurore Onu. Ein von der Bildhauerin Raymonde Guerbe gefertigtes Flachrelief, das sie 1925 auf dem Salon der Société du Salon d’Automne zeigte, trägt den Titel Aurore.

## Werke (Auswahl)
- La danseuse
- Danseur de cerf, 1920
- Invoquée, 1920
- Bacchante au Thyrse, 1924
- Chasseresse poursuivant une antilope, 1925
- Joueurs de Ball, 1925
- Masque de danse, um 1925
- Atlanta, etwa 1930